# Bischofspalast (Katowice)

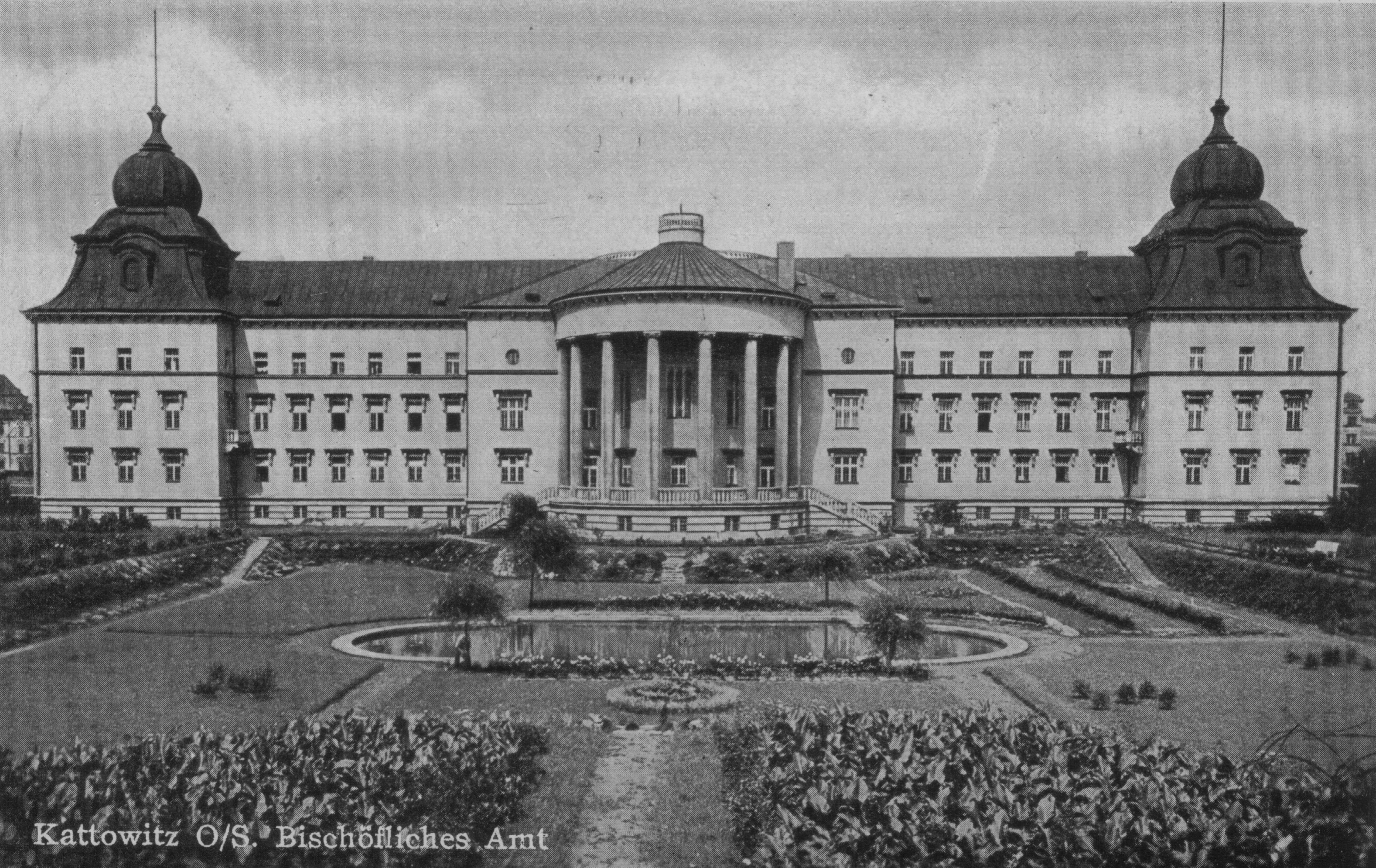
Südfassade und Garten, 1940

Der Bischofspalast (polnisch Pałac Biskupi, auch gmach Kurii Metropolitalnej) in Katowice (deutsch Kattowitz, Woiwodschaft Schlesien) ist seit 1932 Sitz der Katowicer (Erz-)Bischöfe und der Kurie. Ein Teil dient seit November 1983 als Sitz des Diözesanmuseums.

## Lage und Beschreibung

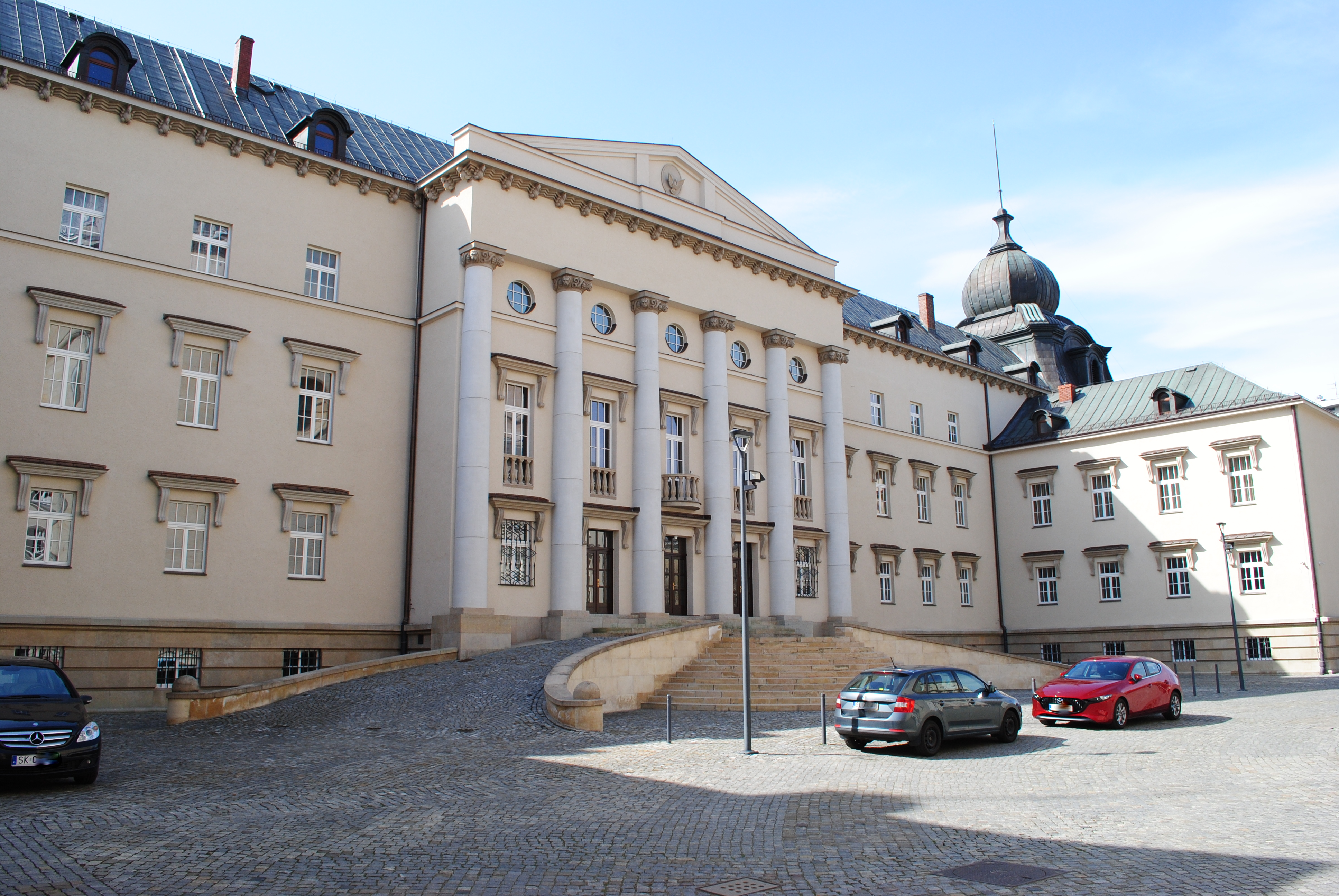
Nordfassade, 2021

Das Gebäude liegt im Süden des Stadtbezirks Śródmieście (Innenstadt) an der ulica Henryka Jordana 39. Im Norden befindet sich die Christkönigskathedrale, im Westen das Priesterseminar und im Süden das Haus St. Josef.
Das neoklassizistische Gebäude ist nach Süden orientiert. Die beiden Eckpavillons tragen neobarocke Hauben und sind wie das Dach kupfergedeckt.

## Geschichte
Der Bischofspalast wurde von 1927 bis 1933 als Sitz des Bischofs und der ostoberschlesischen Kurie erbaut. Die Architekten Zygmunt Gawlik und Franciszek Mączyński hatten auch die benachbarte Kathedrale entworfen, die kriegsbedingt erst 1955 fertiggestellt werden konnte. Im Westflügel wurde am 20. November 1983, dem Christkönigsfest, von Bischof Herbert Bednorz das Diözesanmuseum eingeweiht. Sitz des Metropoliten (Erzbischof) wurde das Bauwerk im März 1992. Es wurde mit seinem Park am 15. Dezember 1997 unter der Nummer A/938/2022 in das nationale Verzeichnis der Baudenkmäler der Woiwodschaft Schlesien aufgenommen.
Um das Jahr 2020 wurde das Gebäude renoviert und von Ruß gereinigt. Der Garten wird ab Sommer 2024 in Stand gesetzt.